# Jumia
Jumia Technologies AG ist ein börsennotiertes multinationales Online-Handelsunternehmen, das in Afrika tätig ist. Die Firma bietet eine breit gefächerte Produktpalette wie Elektronikgeräte und Mode. Zudem werden Dienstleistungen im Bereich Zahlungsverkehr, Food Delivery, Kreditwesen und Flugbuchungen angeboten. Jumia wurde 2012 in Lagos, Nigeria, gegründet und unterhält Niederlassungen in 13 afrikanischen Ländern.

## Geschichte

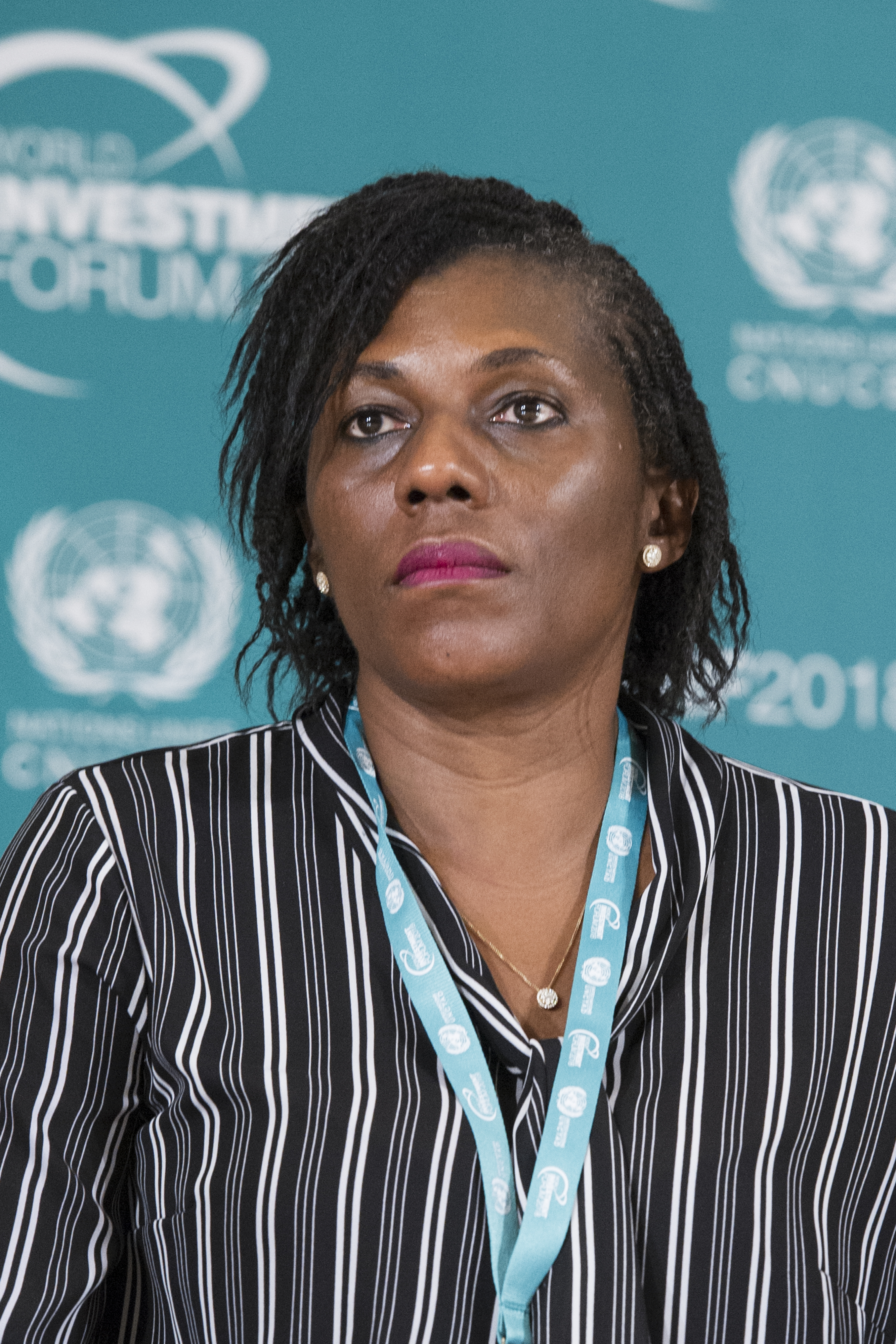
Juliet Anammah, Vorsitzende von Jumia Nigeria

Jumia wurde 2012 von den beiden ehemaligen Unternehmensberatern Jeremy Hodara and Sacha Poignonnec gegründet. Im März 2016 schaffte es die Firma, 50 Millionen Euro an Risikokapital einzusammeln. Zu den Investoren gehörten unter anderem Rocket Internet (bis Anfang 2020), Goldman Sachs, Axa, Millicom und die MTN-Group.
Als erstes „Einhorn Afrikas“ erreichte das Technologie-Startup eine Bewertung von über 1 Milliarde US-Dollar. Im April 2019 erfolgte das Börsendebüt an der New York Stock Exchange, wobei Kapital in Höhe von 196 Millionen US-Dollar aufgenommen werden konnte. Jumias Aktienkurs verdreifachte sich innerhalb der ersten drei Handelstage zunächst, bevor er sich einen Monat später wieder um den Einstandskurs herum einpendelte. Negative Auswirkungen auf den Aktienkurs hatte unter anderem die Behauptung des US-amerikanischen Portals Citron Research, Jumia habe vor dem Börsengang falsche Kennzahlen gemeldet.
Jumia ist in Berlin steuerpflichtig, das Entwicklerteam sitzt in Portugal und der eigentliche Hauptsitz ist in Dublin. Deshalb und weil die Nationalität der beiden CEOs französisch ist, wird verschiedentlich angezweifelt, dass es sich bei Jumia um ein afrikanisches Unternehmen handelt, wie in der Selbstdarstellung behauptet wird.